# Збройні сили Того
Збройні сили Того (фр. Forces Armées Togolaises) — сукупність військ Республіки Того, призначена для захисту свободи, незалежності і територіальної цілісності держави. Складаються з сухопутних військ, військово-морських сил, повітряних сил та національної жандармерії.

## Загальні відомості
Збройні сили Того комплектуються добровольцями, які досягли 18 років. Мінімальний термін служби складає 2 роки.

## Склад збройних сил

### Повітряні сили
За даними журналу FlightGlobal, станом на 2020 рік, на озброєнні повітряних сил Того були 2 транспортних, 13 навчально-тренувальних літаків і 2 багатоцільових і бойових вертольоти.
| Тип          | Виробництво       | Призначення                  | Кількість | Примітки |        |
| Літаки       | Літаки            | Літаки                       | Літаки    | Літаки   | Літаки |
| ------------ | ----------------- | ---------------------------- | --------- | -------- | ------ |
| King Air 200 | США               | транспортний літак           | 2         |          |        |
| Alpha Jet    | Німеччина Франція | навчально-бойовий літак      | 5         |          |        |
| MB-326       | Італія            | навчально-бойовий літак      | 6         |          |        |
| TB 30        | Франція           | навчально-тренувальний літак | 2         |          |        |
| Вертольоти   |                   |                              |           |          |        |
| SA.342       | Франція           | багатоцільовий вертоліт      | 2         |          |        |

Розпізнавальний знак
Знак на кіль